# Araneus balanus
Araneus balanus este o specie de păianjeni din genul Araneus, familia Araneidae. A fost descrisă pentru prima dată de Doleschall, 1859. Conform Catalogue of Life specia Araneus balanus nu are subspecii cunoscute.